# Palais Hoym

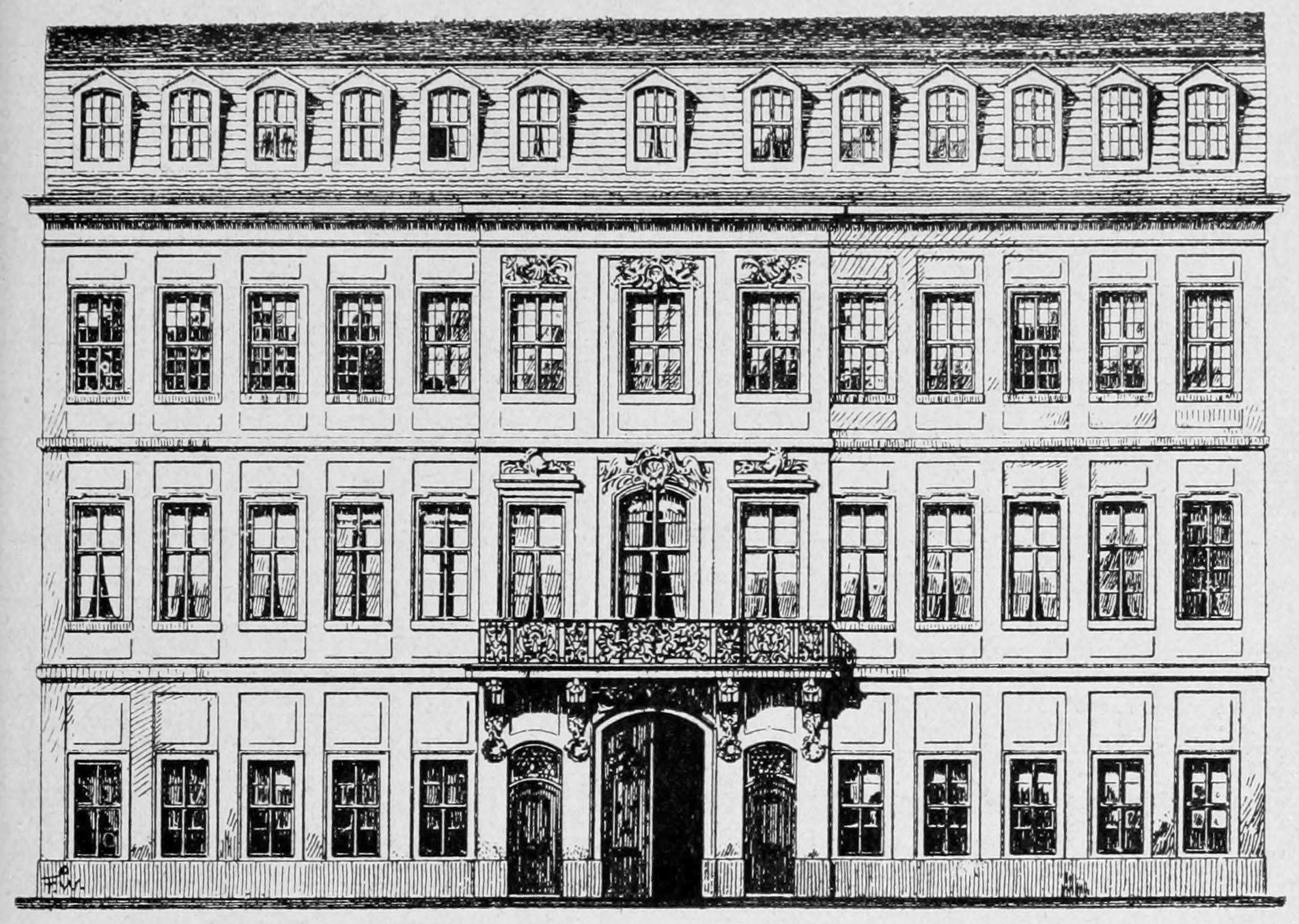
Palais Hoym

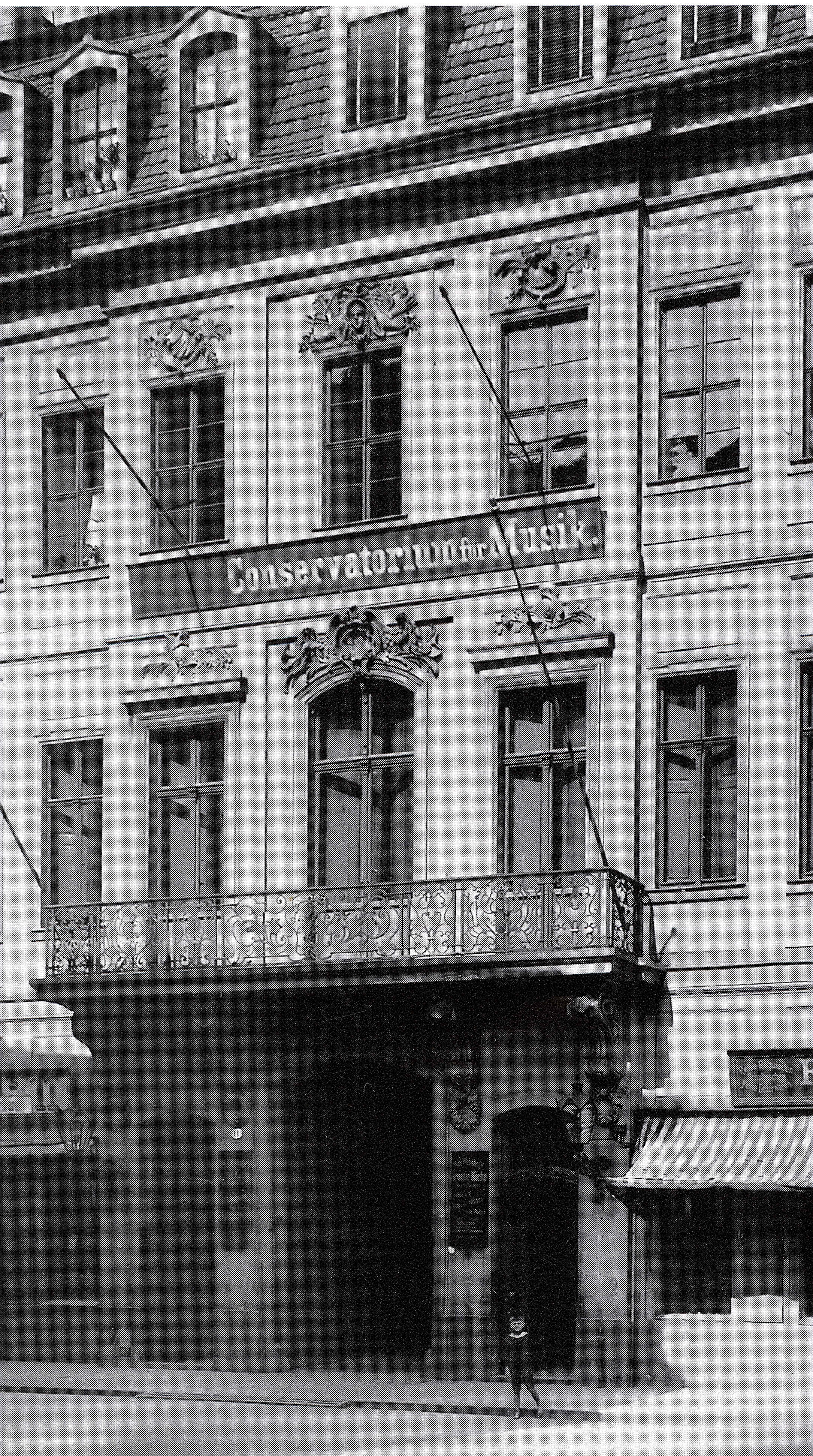
Palais Hoym (um 1900)

Das Palais Hoym (auch Palais Riesch oder Harmoniegebäude) war ein frühklassizistisches Palais in Dresden. Es stand an der Inneren Pirnaischen Gasse 6, der späteren Landhausstraße 11. Während der Luftangriffe auf Dresden zerstört und später abgetragen, wird das Palais bis 2024 unter Verwendung von Spolien wiedererrichtet.

## Geschichte
Das Grundstück wurde bereits im 14. Jahrhundert erwähnt. Bis 1691 befand es sich in bürgerlichem, danach in adeligem Besitz. Von 1739 bis 1742 ließ der Oberstallmeister Johann Adolph von Brühl, der Bruder des Grafen Heinrich von Brühl, das Palais durch Johann Christoph Knöffel errichten.
Im Jahr 1752 erwarb der Kammerherr Julius Gebhard von Hoym das Palais, das nach ihm benannt wurde. Hoyms Onkel Adolph Magnus von Hoym war der zeitweilige Ehemann der späteren Reichsgräfin Cosel. Während des Siebenjährigen Kriegs zerstörten die preußischen Truppen bei der Bombardierung Dresdens das Palais. Im Jahr 1766 ließ es Hoym durch Friedrich August Krubsacius als Vierflügelanlage zu einem der größten Palaisbauten Dresdens wiedererrichten.
Nach zahlreichen Besitzerwechseln verkaufte 1830 August Friedrich von Schönberg das Palais für 40.000 Taler an den Dresdner Geselligkeitsverein Harmonie. Dieser nutzte das Palais als Harmoniegebäude. Dazu ließ er das Palais umbauen. So schuf Otto von Wolframsdorf anstelle des bisherigen Saals einen größeren Saal. Dieser Saal gehörte zu den größten Konzert- und Theatersälen Dresdens. Im Jahr 1843 wurde er nach Plänen Gottfried Sempers restauriert und 1850 verändert. Später gestaltete Otto Gussmann den Saal mit Deckengemälden aus. Bei den Luftangriffen auf Dresden im Februar 1945 wurde das Palais zerstört und anschließend abgetragen.

## Beschreibung
Das Palais war dreigeschossig und mit 13 Achsen gegliedert, südlich schloss sich ein Garten an. Die Fenster waren durch Lisenen gegliedert und mit wenigem, aber wohlberechnet angebrachtem Schmuck versehen. Das Balkongitter und die Holzschnitzereien an den Türen zeigten die hervorragende handwerkliche Kunst des Rokokostils.

## Brunnen
Der Brunnen aus dem Hof des Palais von Johann Gottfried Knöffler, geschaffen 1765 bis 1766, wurde geborgen und von Christian Hempel restauriert. Im Jahr 1983 wurde er am Erweiterungsbau des Polizeipräsidiums an der Landhausstraße angebracht. Dargestellt sind spielende Kinder mit einem Delfin, der auf Felsen liegt. Seit dem Abriss des Neubaus ist der Brunnen eingelagert.

## Wiederaufbau
Das 9.600 Quadratmeter große Grundstück, genannt Quartier Hoym, befindet sich am Neumarkt, der seit 2006 wiederaufgebaut wird. Der Wiederaufbau von 13 Gebäuden mit 258 Wohnungen, 27 Büro- und Gewerbeeinheiten sowie einem Hostel durch die Adler Group sollte nach dem Richtfest 2021 im Spätsommer 2023 fertiggestellt sein. Durch einen Dachstuhlbrand während der Bauarbeiten und weltwirtschaftlich bedingter Verzögerungen in den Lieferketten wird die vollständige Fertigstellung Stand März 2024 für Ende 2025 erwartet. Mit der Rekonstruktion wird der Wiederaufbau des Neumarkts im Wesentlichen abgeschlossen sein.